# Ricoșeu

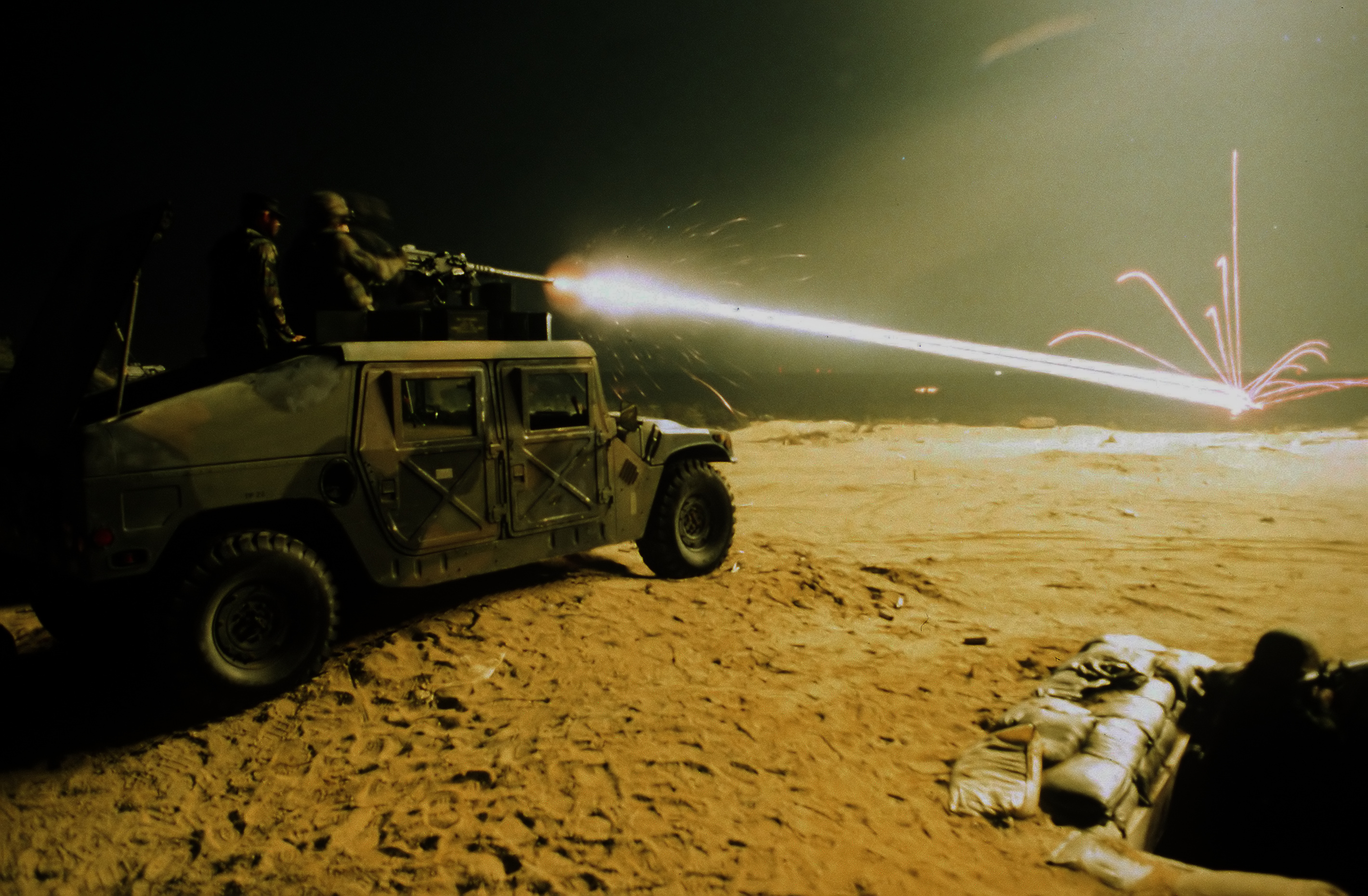
Gloanțe ce ricoșează după ce proiectilele au lovit ținta.

Ricoșeul (din franceză ricochet) reprezintă mișcarea reflectată a unui corp (de obicei, un glonț sau proiectil), care a lovit o suprafață sau barieră într-un unghi mic. Obstacolul/suprafața poate fi și suprafața apei.
Ricoșeurile pot provoca daune colaterale punând în pericol atât obiecte (edificii, etc) cât și oameni sau animale și, în rare cazuri, chiar persoana care a tras.